# 雙重離合器
雙離合器操作為一種進階的駕駛技術。
操作程序
1. 踩下離合器踏板，鬆開油門並入空檔
2. 放開離合器踏板使引擎轉數自然下降 (上坡時則應由高檔轉低檔時則應補一腳空油以使更容易進檔)
3. 再踩下離合器踏板，入檔

一個熟練的司機可以用少於一秒的時間完成以上操作。

## 技術理由
在手動變速箱同步器面世前，雙離合器操作是一個保護傳動系統的駕駛技巧。原理上汽車變速箱出力軸與車輪(路面)連接，若要保護變速箱免受進一步傷害的話，調節一個適當的引擎轉數是最簡單的方法。
雙離合器操作的目的是使引擎與變速箱的轉速同步以減少轉檔時的衝擊，延長變速箱的壽命。
雖然近代汽車的手動變速箱未必需要用上這個技巧；但是在使用一段日子的二手車上使用這個技巧會增強其操作性，即使是新型的車輛，使用這個技巧始終能夠提高轉檔的流暢度。在商用車考試中，雙離合器操作是指定考查的車輛操作技巧。
2025年1月20日起，香港的商用車考試不再需要考生在轉換波檔時使用雙離合器操作。